# Глинье
Глинье (бел. Глінне) — деревня в Мстиславском районе Могилёвской области Белоруссии. Входит в состав Подсолтовского сельсовета.

## География
Деревня находится в северо-восточной части Могилёвской области, в пределах Оршанско-Могилёвской равнины, к западу от реки Реместлянки, к югу от автодороги Р15, на расстоянии примерно 28 километров (по прямой) к северо-западу от Мстиславля, административного центра района. Абсолютная высота — 192 метра над уровнем моря.

## История
В конце XVIII века деревня входила в состав Мстиславского воеводства Великого княжества Литовского.
Согласно «Списку населенных мест Могилёвской губернии» 1910 года издания населённый пункт входил в состав Раздельского сельского общества Шамовской волости Мстиславского уезда Могилёвской губернии. Имелось 19 дворов и проживало 159 человек (83 мужчины и 76 женщин).
До 2013 года Глинье входила в состав ныне упразднённого Раздельского сельсовета.